# 加藤乃利勝
千乃葉（せんのは、1967年10月13日 - ）は、日本の元俳優、タレントである。元の芸名は南風（みなみかぜ）。2012年3月より本名で活動している。2013年10月、自身のブログにて年内を持って芸能活動を引退する事を表明した。（ブログは閉鎖済み）
現在は仲間とYouTubeに「千乃葉ちゃん」と言うチャンネルを開設し、主にアニメ聖地巡礼動画を定期的に配信している。
出生は千葉県茂原市。出身は千葉県船橋市である。血液型A型。

## 略歴
- 2004年、千葉県船橋市で行われた市民ミュージカルに参加。
- 2004年、市民ミュージカルに参加した仲間達で演劇ユニットを立ち上げ、芸能活動を開始。

## 人物・エピソード
- 幼少の頃からザ・ドリフターズの8時だよ!全員集合を見て育ち、いつか自分も多くの人を舞台で笑わせたいと思っていた。

## 出演

### テレビ

#### 連続ドラマ
- 明日の光をつかめ (2010年7月5日 - 9月3日、東海テレビ)

#### 再現VTR
- SmaSTATION-5 (2005年10月8日 - 2006年9月23日、テレビ朝日)
- 伊東家の食卓 (1997年10月28日 - 2007年3月13日、日本テレビ)
- ナンだ!? (2002年10月10日 - 2007年9月27日、テレビ朝日)
- 徳光和夫の感動再会"逢いたい" (2006年10月19日 - 2009年3月19日、TBS)
- バラエティーニュース キミハ・ブレイク (2008年10月14日 - 2009年9月15日、TBS)
- 中居正広の金曜日のスマたちへ (2001年10月19日 - 、TBS)
- フジテレビ開局50周年 名作ドラマ&映画全て見せます! SMAP PRESENTS ドラマの裏の本当のドラマ (2009年4月6日、フジテレビ)
- 隣の嫁姑バトル2009 (TBS)
- オレたち!クイズMAN (2009年10月18日 - 2010年7月25日、TBS)
- 魔女たちの22時 (2009年4月21日 - 2011年3月22日、日本テレビ)
- ドラクロワ (2010年10月4日 - 、NHK総合)

#### その他
- シャキーン! (2008年3月31日 - 、NHK教育)

### テレビCM
- 万有製薬「AGA」
- 資生堂「メンズUNO」
- 日本中央競馬会
- キリンビール「のどごし生」
- 東京メトロ
- サントリー「缶コーヒー BOSS」
- コカ・コーラ「コカ・コーラ」

### ラジオ
- さだまさしのセイ!ヤング
- 吉田照美のやる気MANMAN!
- えのきどいちろう意気揚々
- 梶原しげるの本気でDONDON
- 野村邦丸の気分はZUNZUN!、等

### その他の出演・出版物
- 馬券ブレイク（競馬情報雑誌）
- こちら葛飾区亀有公園前派出所／両さん（香取慎吾）　プロモーションビデオ
- 2011年、第28回日本医学会総会　プロモーションビデオ